# Mesolia scythrastis
Mesolia scythrastis là một loài bướm đêm trong họ Crambidae.